# Стрелочник (профессия)

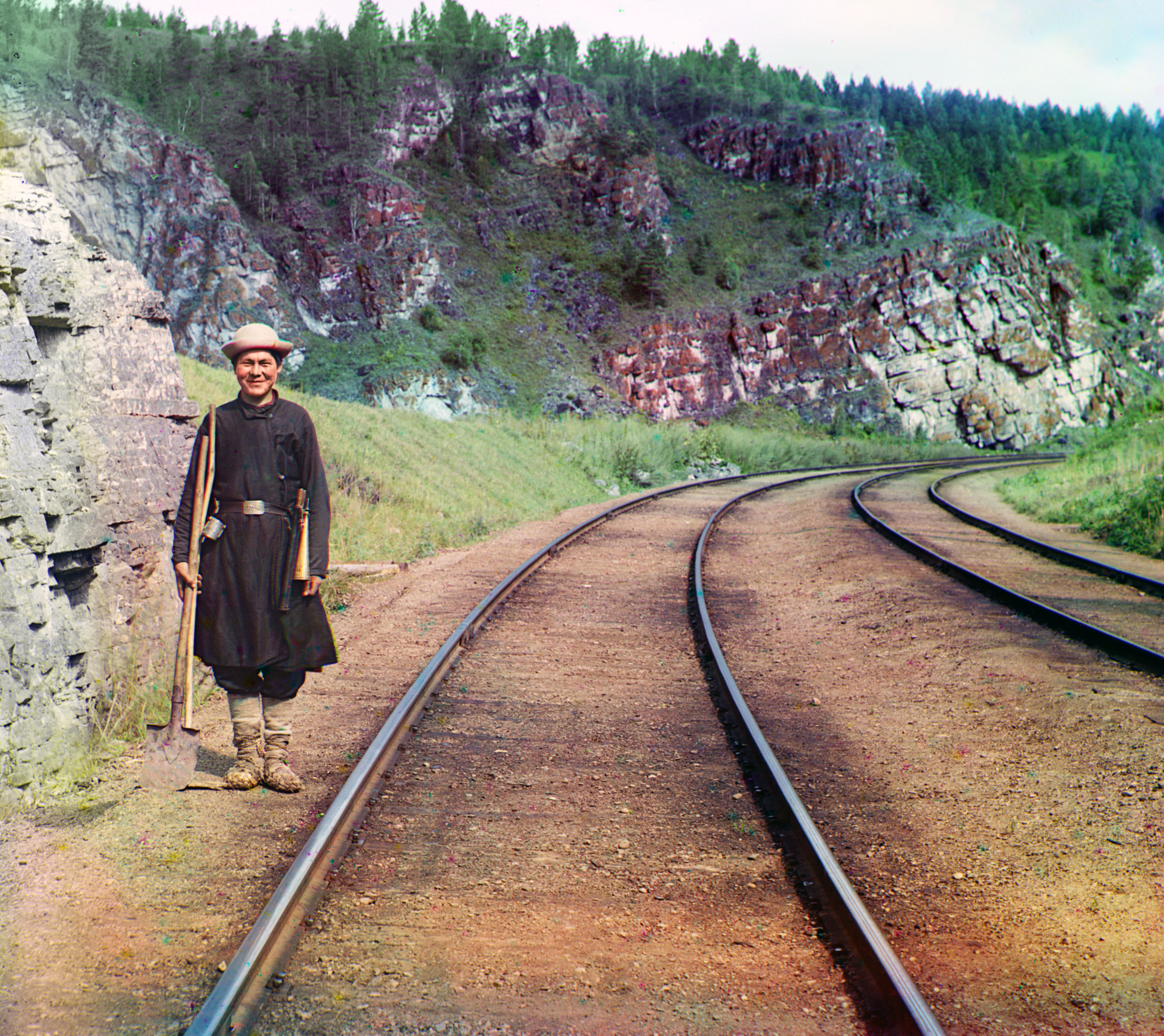
Стрелочник-башкир на Транссибирской магистрали, близ Усть-Катава, фото С. М. Прокудина-Горского, 1910 год.

Стре́лочник (стре́лочница) — железнодорожная профессия, связанная с обслуживанием железнодорожных путей и стрелочных переводов, должность и лицо находящееся на ней.

## История
В связи с развитием цивилизаций, научно-техническим прогрессом, появлением и развитием железнодорожного транспорта и сообщения, были придуманы стрелочные переводы. Для управления ими и создана должность стрелочник, а позднее и стрелочница.
Управление ручными стрелочными переводами осуществлялось специально выделенными железнодорожными работниками — стрелочниками, работающими под управлением старшего стрелочника по непосредственному распоряжению дежурных по железнодорожной станции. По некоторым вопросам подчинялись дорожным мастерам. Размещался стрелочник в будке вблизи от стрелочных переводов, выполнял также функцию по охране от вандализма и порчи, снабжался ручными сигналами, рожком. Кроме того, стрелочник занимался уборкой стрелок от снега, а также защищал стрелочный перевод от влаги.
В XIX веке перевод стрелок осуществлялся вручную. Нередки были и ошибки связанные с несогласованностью и отсутствием быстрого сообщения.
Управление стрелочными переводами с электроприводами производится централизованно дистанционно с пульта в диспетчерской поездными или маневровыми диспетчерами, либо дежурным по станции (при отсутствии в штате станции диспетчеров).
Слово «стрелочник» и «стрелки» используются в некоторых фразеологизмах:
- «свалить вину на стрелочника», «искать стрелочника», «найти стрелочника», «назначить стрелочника», «перевести стрелки» — перекладывание чьей-либо вины, ответственности за негативное случившееся, подозрения на рядового сотрудника[2][4][5][11][12];
- «перевести стрелки», «переводить стрелки» — смена темы разговора с целью уклонения от неприятных вопросов, ответов[13].

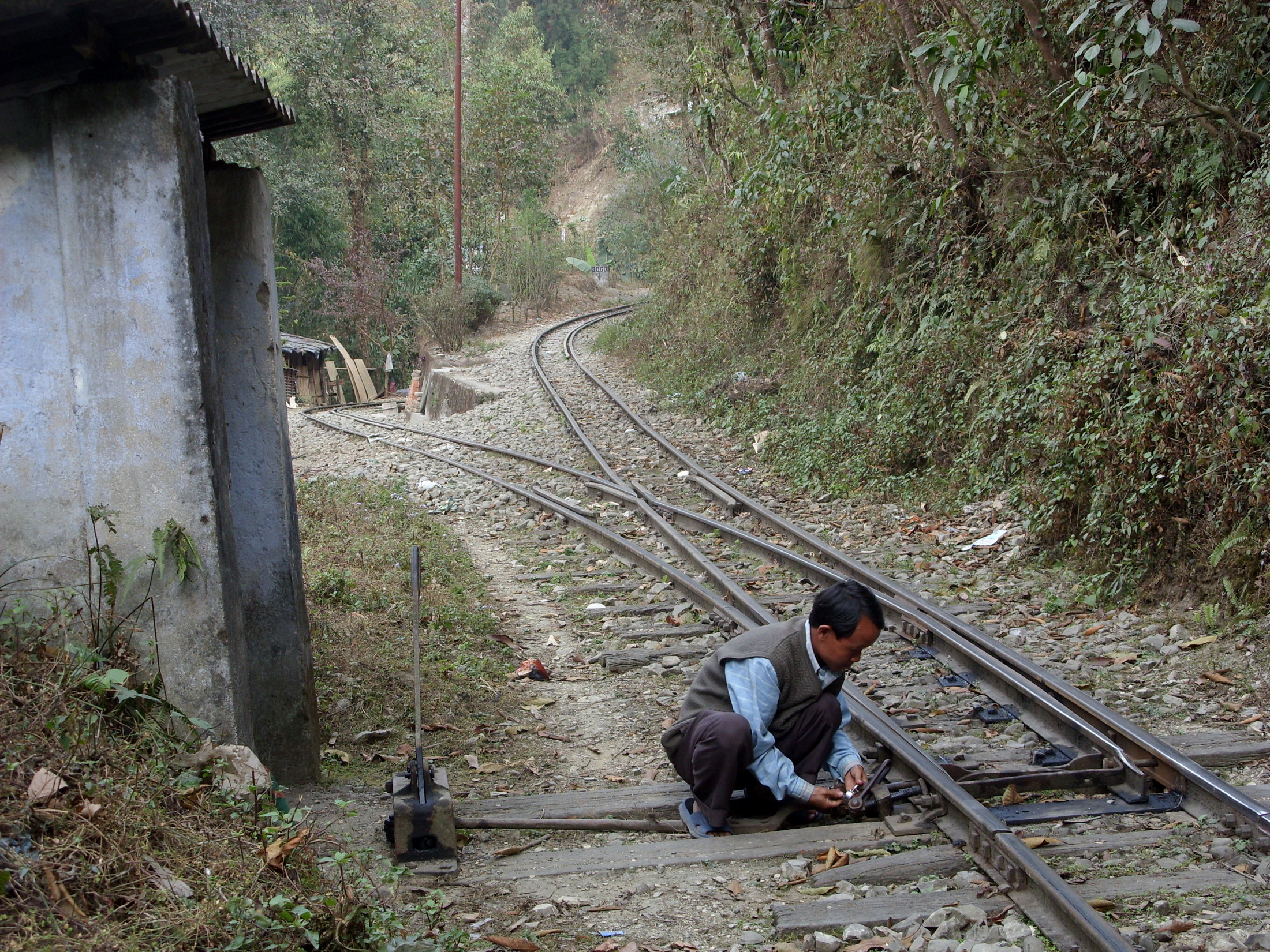
Стрелочник в Дарджилинге (Индия).
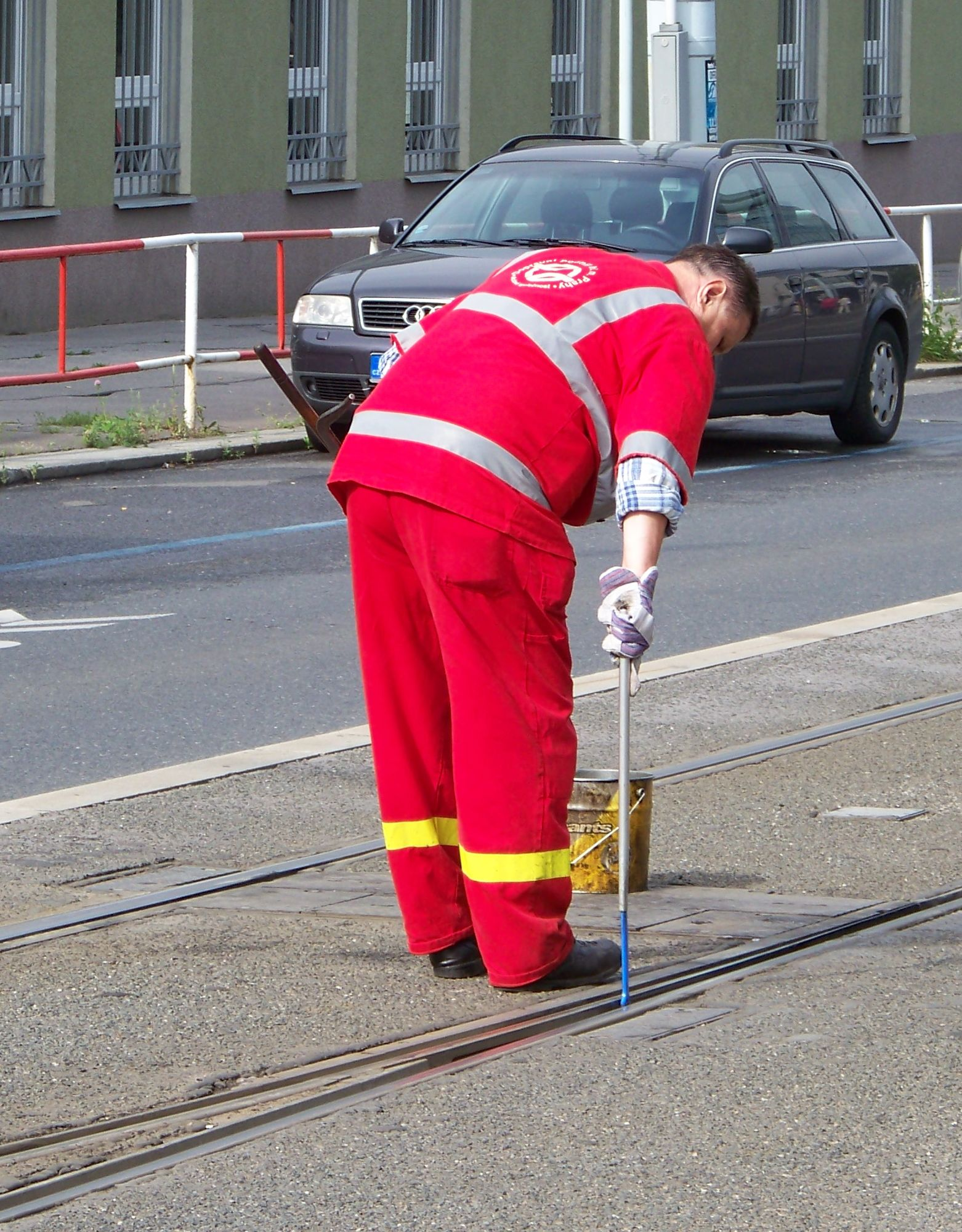
Стрелочник в Праге.
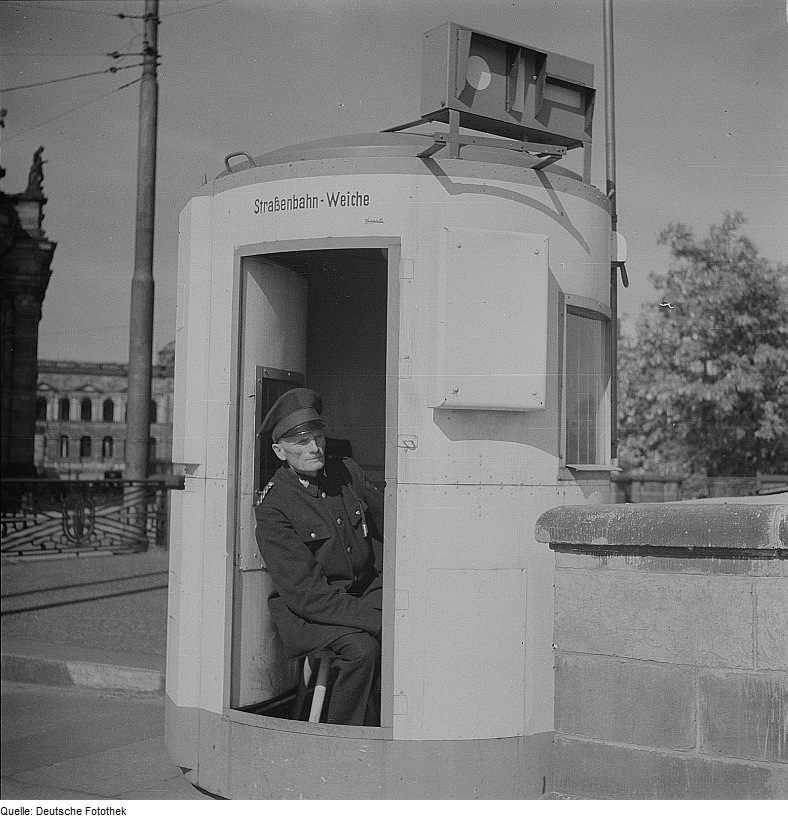
Будка трамвайного стрелочника в Германии.

## Условия труда
Стрелочники, как правило, между проходами поездов работали в специальной будке, защищающей от непогоды и где всегда можно было поесть и отдохнуть. Кроме того, в железнодорожном районе работал старший стрелочник. Для получения профессии стрелочника требуется пройти специальные подготовительные курсы и стажировку среди опытных мастеров.
В конце XIX столетия, в России, имперского периода, Будка стрелочника была предназначена для стрелочника на железнодорожной станции, и эти будки помещались вблизи группы стрелок, между путями, если расстояние между ними это позволяло, или за планировкою путей. В северных краях (областях, странах) России они строились тёплыми, из брёвен и обогревались чугунными печами, а в южных — из досок. Размеры будок были от одной до 1,25 саженей в сторону, высотой 1½ сажень.

## Стрелочники в культуре
Чехов А. П. в одном из своих рассказов написал фразу «Вышла замуж за бравого стрелочника»
Припев популярной песни советского времени «Новый стрелочник» (сл. В. Драгунского, муз. В. Мурадели) звучит так:
 Если девушки, если девушки

 Позабыли про наших ребят,

 Это стрелочник, это стрелочник,

 Новый стрелочник виноват.